# بخش‌های دپارتمان نی‌اور
بخش‌های دپارتمان نی‌اور (انگلیسی: Arrondissements of the Nièvre department) شامل ۴ بخش به شرح زیر است:
1. بخش شتو-شینون با ۸۰ کمون (فرانسه) و جمعیت ۲۶ هزار نفر در سال ۲۰۱۳ می‌باشد.
2. بخش کلامسی با ۸۴ کمون (فرانسه) و جمعیت ۲۵ هزار نفر در سال ۲۰۱۳ می‌باشد.
3. بخش کوسن-کور-سور-لوار با ۶۳ کمون (فرانسه) و جمعیت ۴۴ هزار نفر در سال ۲۰۱۳ می‌باشد.
4. بخش نوور با ۸۲ کمون (فرانسه) و جمعیت ۱۱۸ هزار نفر در سال ۲۰۱۳ می‌باشد.